# Mikael Rickfors
Per Mikael "Micke" Rickfors, född 4 december 1948 i Stockholm, är en svensk rocksångare, låtskrivare och gitarrist. Han var tidigt verksam internationellt men blev folkkär i Sverige som soloartist i mitten på 1970-talet och med Grymlings i början av 1990-talet.

## Biografi

### Tidiga år (1960–1971)
Rickfors växte upp i en musikalisk familj. Han startade sitt första band, Mickes Skiffelgroup, redan som tioåring. I 17–18-årsåldern spelade han bas i coverbandet Catnicks och fick även börja sjunga i bandet. Med tiden blev han sångare i Bamboo, som skivdebuterade 1968 med ”Everybody”s gone home”.
1970–1971 gjorde han två singelskivor i Sverige, på etiketten Mercury: "Candida"/"Jag måste gå för mig själv" med Sven-Olof Walldoffs orkester, producent var Anders "Henkan" Henriksson samt singelskivan "Finns du kvar i stan ännu"/"Din sång"- även den på Mercury.

### The Hollies (1972–1973)
I början av 1972 (andra uppgifter anger sent 1971) blev Rickfors medlem i den populära brittiska rockgruppen The Hollies, där han fick ersätta sångaren Allan Clarke, som hade hoppat av bandet för att göra solokarriär. The Hollies hade lagt märke till den svenska sångaren när Bamboo varit deras förband under en Skandinavienturné. Han blev erbjuden att komma till London på en audition: "Det ville jag naturligtvis. Jag åkte dit och sjöng. Det var en jäkla massa sångare på lång rad vid Oxford Circus, Air Studios. Man spelade in alla sångarnas insatser och innan jag visste ordet av hade man gjort en singel ("The Baby") med min sång på. De hörde av sig: 'Kom över nu. Vi ska vara med i Top of the Pops!'" "The Baby", nådde plats nr 26 i Storbritannien samt listorna i flera andra länder. Bandet följde upp genom att släppa albumet Romany, med sången "Touch" skriven av Rickfors. Rickfors sjöng även bandets hit "Magic Woman Touch" och singeln "Don't Leave The Child Alone" – som han också skrivit.
Gruppen fick ett oväntat uppsving då en singel ur gruppens föregående album (med Clarkes sång) klättrade upp till en andraplats på Billboards lista i USA. The Hollies genomförde sin första stora USA-turné med den nya sångaren, men turnén blev inte någon kommersiell framgång.
Bandet spelade sedan in ett andra album, Out on the Road, som innehöll en stor andel låtar skrivna av Rickfors. Skivan släpptes dock endast i Tyskland och Spanien.
I juli 1973 lämnade Rickfors gruppen: "Hade Hollies varit lite bluesigare hade jag hängt mig kvar, men de gjorde inte riktigt den musik jag ville göra just då" .

### Solokarriär (1975–1991)
Rickfors har sedan mitten av 1970-talet spelat in soloalbum med rock med drag av soul. JJ Cale var en förebild när låtar som "Daughter of the Night", "Dancing on the Edge of Danger" och "Tender Turns Tuff" blev hits.
År 1979 bildade Rickfors ett kompband med namnet Mikael Rickfors Band som medverkade på livekonserter och var själva studiobandet. Samma år släppte han också albumet Kickin' a Dream som hade innehöll hiten "Dancing on the Edge of Danger" som låg på Sverigetopplistan i 7 veckor.

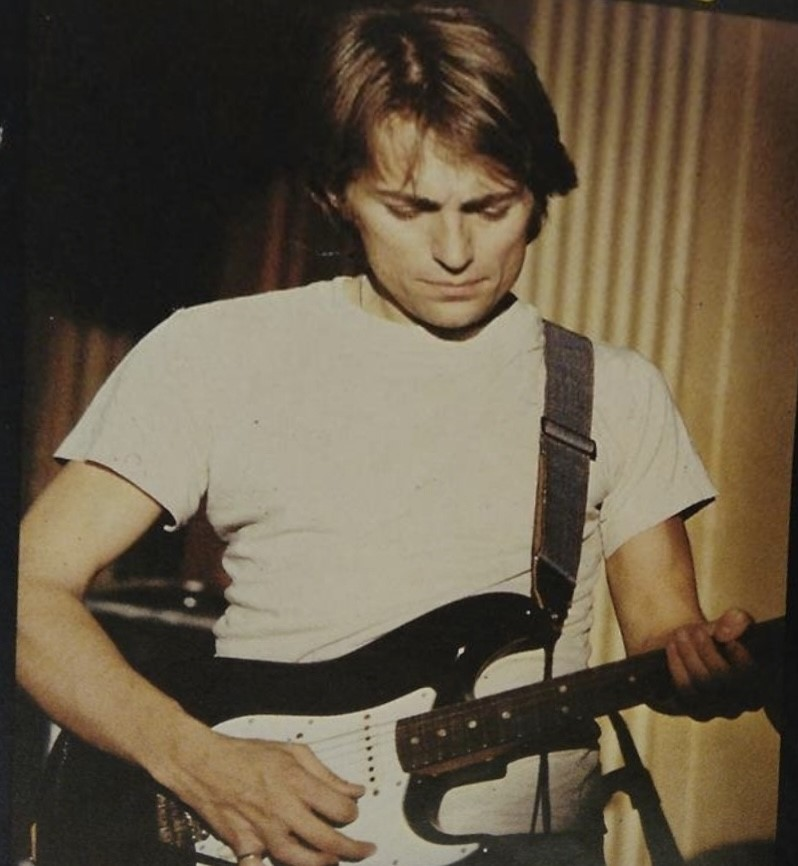
Mikael Rickfors i Tyskland 1979

1981 släpptes albumet Tender Turns Tuff som blev en hit och låg på Sverigetopplistan i 11 veckor och nåde första plats andra veckan. 1983 utgavs albumet Blue Fun som nådde plats 7 på listan.
År 1984 blev det bråk mellan Rickfors och hans skivbolag Sonet som resulterade i att han avslutade sitt kontrakt med dem. Senare upplöstes hans kompband och han var nu utan ett band att spela med. Med nya musiker, till exempel Kee Marcello, begränsad budget och ingen ordentlig inspelningsstudio spelade han 1985 in sitt sjätte soloalbum, Hearthunters, som blev ett rejält bakslag för hans musikkarriär och sålde dåligt.
Efter det satsade Rickfors på en coverplatta som släpptes 1986 med namnet Rickfors. Albumet innehöll låtar såsom "When a Man Loves a Woman" och "Boom Boom". Albumet sålde bra och låtarna därifrån spelar Rickfors fortfarande idag på sina turnéer. Albumet innehöll också några låtar skrivna av Rickfors själv som "Handle of Hope", och "Gates to Heaven" som hade spelats tidigare live på sin turné 1983.
Han fick en stor hit 1987 med låten "Som stormen river öppet hav" i duett med Susanne Alfvengren.
Åren 1988–1989 fick han sin dittills största hit i Sverige med låten "Vingar" från albumet med samma namn, som utgavs 1988. Skivan spelades in och producerades tillsammans med gruppen Radio Rip-Off med musikerna Micke "Nord" Andersson, Max Lorentz, Johan Norberg, Mats Olausson, Ola Johansson samt Johan Åkerfeldt.
Rickfors utgav 1991 albumet Judas River, producerat av Max Lorentz, där han återigen sjöng på engelska. Albumet sålde bra och singeln "Woman & a Child" blev en hit.

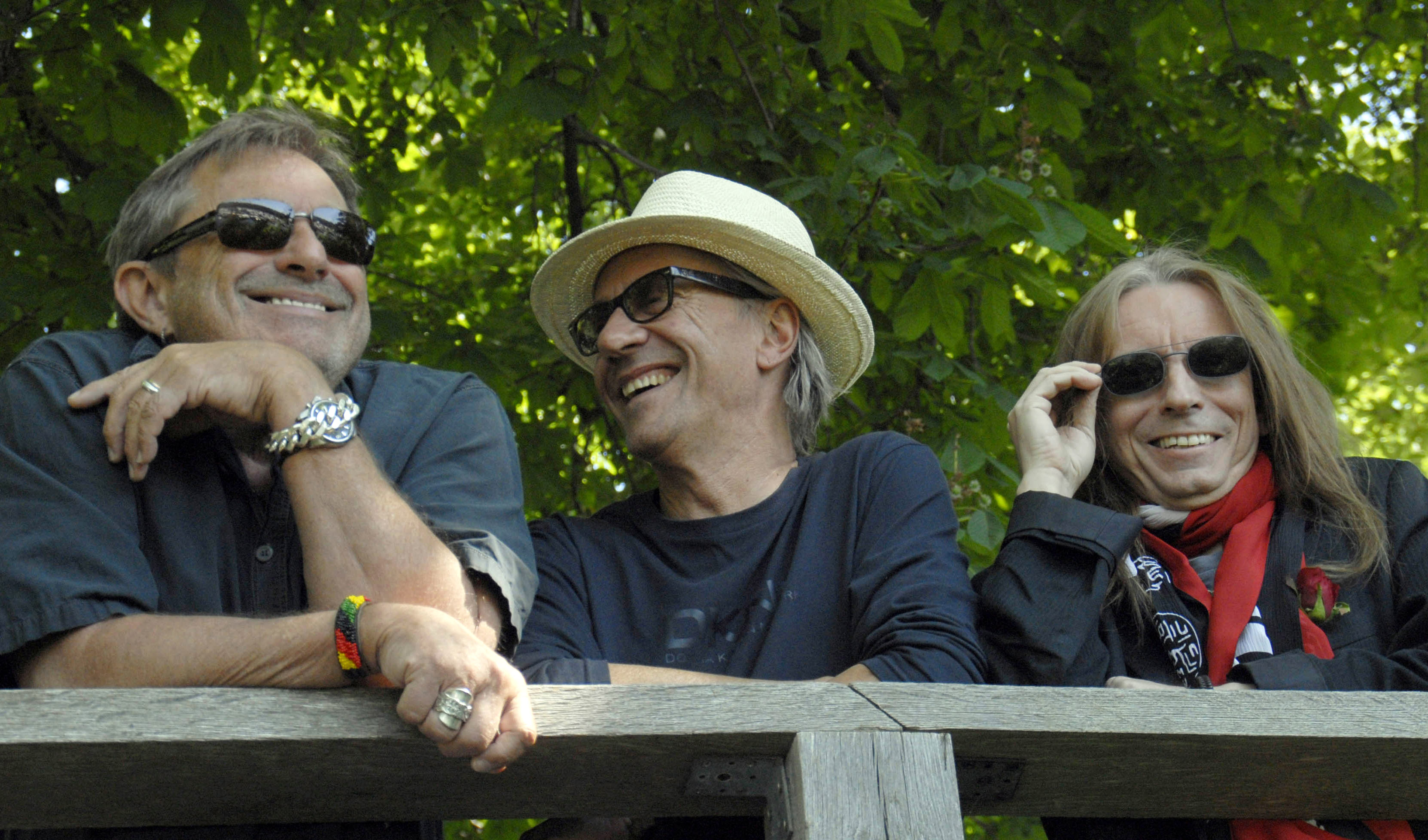
Rickfors, Ronander och Hylander som har jobbat ihop på olika projekt genom åren.

### Grymlings (1990)
Rickfors bildade 1990 Grymlings tillsammans med Magnus Lindberg (före detta Landslaget), Göran Lagerberg (före detta Tages) och Pugh Rogefeldt: "Vi samlades på min gård i augusti 1990, mest för att ha kul och träffas med familjerna. Det var 30–40 personer, samtidigt som vi hade en studio och spelade in när vi kände för det". Albumet Grymlings som släpptes samma år blev en stor succé, inte minst tack vare singeln "Mitt bästa för dig" och de av Rickfors komponerade "Kan du förstå (vad som händer)" och "Där gullvivan blommar".

### Från 1997

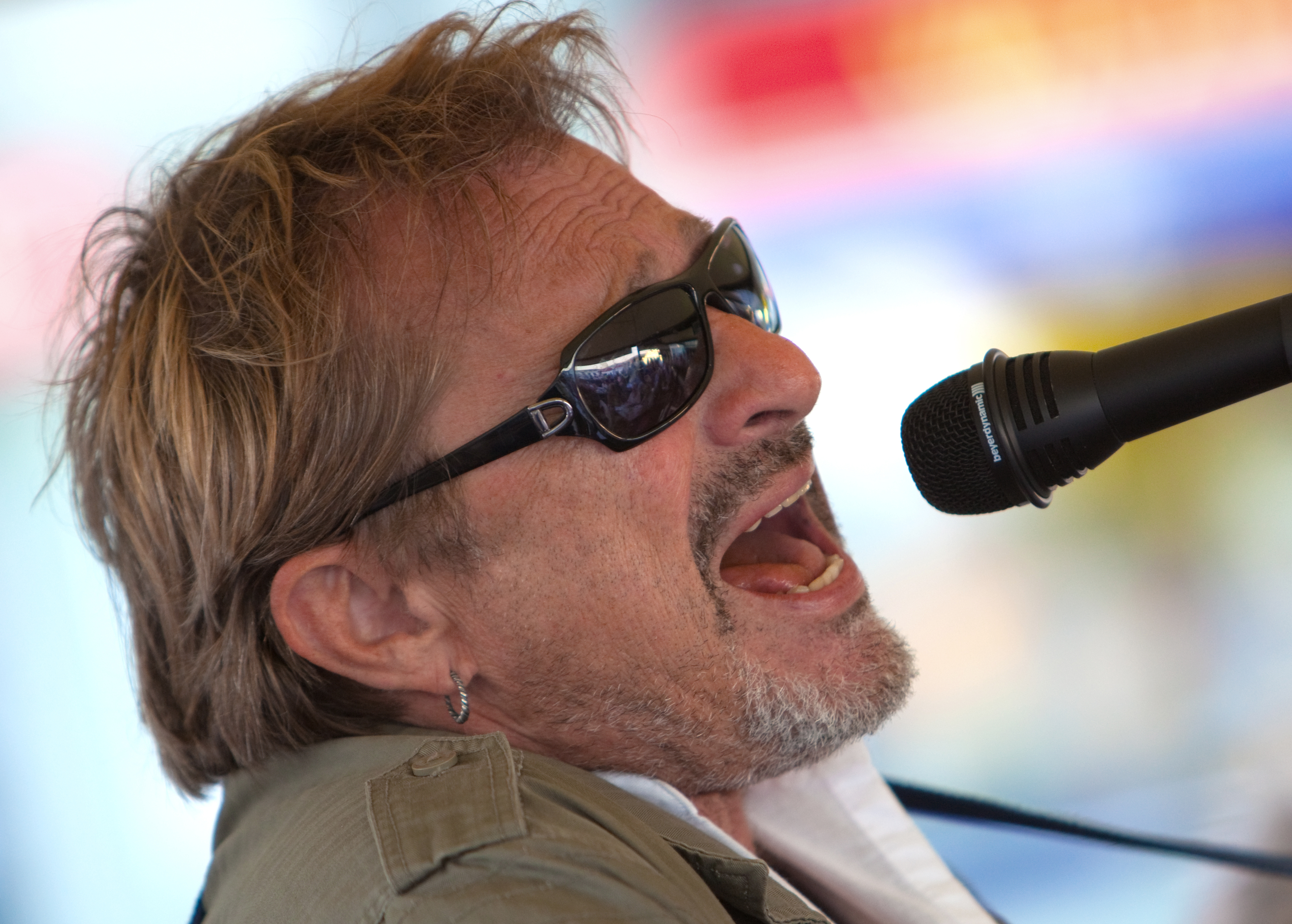
Mikael Rickfors i Vaxholm 2011

Rickfors gjorde 1997 comeback med albumet Happy Man Don't Kill som innehöll duetter med bland andra Percy Sledge och Sanne Salomonsen. Singeln "Run Run Run" blev en stor hit på radio, och i kompbandet spelade bland andra Kee Marcello (före detta Europe). 2004 släpptes den akustiska plattan Lush Life som mestadels innehåller covers.
Rickfors och vännen Mats Ronander gav i september 2008 ut albumet Road Songs som duon Mobile Unit. Det var inte deras första samarbete, för redan 1995 gav de ut en singel gemensamt kallad "Ljus och kärlek", och Ronander var även medlem i Grymlings en kort period som ersättare till Pugh Rogefeldt 2005.
Mikael Rickfors deltog i den tredje deltävlingen av Melodifestivalen 2009 med låten "Du vinner över mig!". Han gick vidare till andra omgången och slutade på en 5:e plats.

## Andra aktiviteter

### Producent
Rickfors har tidigare även varit verksam som producent, till exempel åt Tricky Track, Basse Wickman   och Roger Rönning.

### Låtskrivare
Rickfors låtar har spelats in av flera artister förutom Hollies: Carlos Santana ("Daughter of the Night"), Cyndi Lauper ("Yeah Yeah" på hennes framgångsrika debutalbum), Percy Sledge ("Blue Night", "Misty Morning", "Shining Through the Rain", "Road of No Return"), Richie Havens, Jim Capaldi, Carla Olson och Paul Jones på hans soloalbum Starting All Over Again 2009.

## Diskografi

### Studioalbum
- 1975 – Mikael Rickfors
- 1976 – The Wheel
- 1979 – Kickin' a Dream
- 1981 – Tender Turns Tuff
- 1983 – Blue Fun
- 1985 – Hearthunters
- 1986 – Rickfors
- 1988 – Vingar
- 1991 – Judas River
- 1997 – Happy Man Don't Kill
- 2004 – Lush Life
- 2009 – Away Again
- 2023 – Rickfors

### Livealbum
- 1981 – Rickfors Live

### Samlingsalbum
- 1984 – Sonets Guldskiveartister
- 1986 – Collection
- 1987 – Mikael Rickfors
- 1990 – Spotlight
- 1999 – Greatest Hits
- 2006 – Guldkorn

### Singlar
- 1970 – Finns du kvar i stan ännu?
- 1971 – Candida
- 1971 – Familjelycka
- 1971 – Res Hem
- 1975 – Daughter of the Night
- 1976 – Take a Message to My Baby
- 1976 – Coney Island
- 1976 – Drömmen om Amerika
- 1976 – Live Your Life
- 1979 – Dancing on the Edge of Danger
- 1979 – Song for a Friend
- 1980 – Tender Turns Tuff
- 1981 – Yeah Yeah
- 1982 – Dancing on the Edge of Danger (Live)
- 1982 – When a Man Loves a Woman
- 1982 – Skin Is Thin
- 1983 – Turn To Me
- 1984 – Blue Fun
- 1985 – Hearthunters
- 1985 – Heart of Darkness
- 1986 – Hold On I'm Coming
- 1986 – Gates to Heaven
- 1986 – Som stormen river öppet hav
- 1987 – When a Man Loves a Woman
- 1987 – Boom Boom
- 1988 – Vilda Kvinnor
- 1988 – Vingar
- 1988 – Broken Necklace
- 1989 – En ny rebell i byn
- 1989 – Minnenas Hotell
- 1991 – After Loving You
- 1991 – Ghost in my House
- 1991 – Woman & a Child
- 1993 – Ett slott under solen
- 1994 – I Wish It Would Rain
- 1995 – Ljus och kärlek
- 1996 – Love Comes and Goes
- 1997 – Happy Man Don't Kill
- 1997 – Run Run Run
- 2009 – Du vinner över mig
- 2014 – Från midnatt fram till gryningen
- 2015 – Vingar
- 2019 – Look For Me Angel
- 2022 – Reason Why
- 2022 – Remedy
- 2023 – Daughter of the Night
- 2023 – How Long

### Övrigt
- 1981 – Love Is a Joke
- 1999 – Dancing on the Edge of Danger (Version 2)
- 2000 – Nowhere to Turn
- 2004 – Language of Love
- 2004 – Searching for a Heart
- 2004 – I'll Find My Way Home

### Med Bamboo
- 1968 – To Know You Is to Love You
- 1968 – Everybody's Gone Home

### Med Hollies
- 1972 – Romany
- 1973 – Out on the Road

### Med Grymlings
- 1990 – Grymlings
- 1992 – Grymlings II
- 2000 – Guldkorn
- 2005 – Grymlings III

### Med Mobile Unit
- 2008 – Road Songs

## Priser och utmärkelser
- 1981 – Rockbjörnen för "årets svenska manliga artist"

## Film och TV

### TV-medverkan (ej komplett)
- 24 september 1979 – Måndagsbörsen[12]
- 14 juni 1980 – Vi kör så det ryker[13]
- 6 november 1980 – Lena-Maria Show[14]
- 12 december 1980 – Live från Cirkus i Stockholm[15]
- 13 juli 1981 – Rock i sommar[16]
- 16 juli 1981 – Måndagsbörsen[17]
- 5 april 1982 – Live från Göta Lejon i april 1981[18]
- 18 oktober 1983 – Live i Zikk-Zakk på NRK[19]
- 11 september 1984 – Okänt program[20]
- 19 oktober 1985 – Musiken kommer[21]
- 12 december 1985 – Live från ANC-galan[22]
- juni 1986 – Sommarlätt 1986 i Skara sommarland
- 12 mars 1988 – En gång på 70-talet[23]
- 7 november 1990 – Dabrowski (med Grymlings)[24]
- 19 januari 1991 – Rockgala på TV4[25]
- 19 maj 1992 – Live från TV4[26]
- 31 januari 1994 – Guldbaggegalan 1994[27]
- 31 augusti 1994 – Vingar i S-märkt på ZTV[28]
- 11 augusti 1995 – VM-gala - En seger för livet[29]
- 14 juni 1997 – Zesam[30]
- 14 oktober 2000 – Bingolotto[31]
- 5 april 2002 – Så ska det låta[32]
- 7 september 2002 – Abba – The Tribute (del 1)[33]
- 14 september 2002 – Abba – The Tribute (del 2)[34]
- 23 mars 2004 – Go'kväll[35]
- 25 mars 2004 – Nyhetsmorgon[36]
- 14 april 2005 – Go'kväll[37]
- 17 februari 2006 – Barndiabetesfondens stödgala 2006[38]
- 8 april 2008 – Nyhetsmorgon[39]
- 21 februari 2009 – Melodifestivalen 2009[40]
- 12 november 2009 – Antikdeckarna[41]
- 10 april 2011 – Bingolotto[42]